# Referendum consultivo in Grecia del 2015
Il referendum consultivo in Grecia del 2015 si è tenuto il 5 luglio ed ha riguardato l'approvazione del piano proposto dai creditori internazionali per parte della Commissione europea, della Banca Centrale Europea e del Fondo Monetario Internazionale (la cosiddetta trojka) in cambio di un nuovo programma di supporto finanziario.
Il referendum ha visto prevalere il no all'accordo con il 61,31% dei voti, contro il restante 38,69% del sì .
Il referendum fu annunciato dal primo ministro Alexīs Tsipras nella prima mattina del 27 giugno 2015, e fu ratificato dal Parlamento ellenico e dal Presidente il giorno successivo.
È stato il primo referendum tenuto in Grecia dopo quello del 1974.

## Quesito
Nello specifico, il popolo doveva approvare o rigettare le proposte avanzate alla Grecia da UE, FMI e BCE durante l'Eurogruppo del 25 giugno. La proposta consisteva di due documenti, intitolati:
- Riforme per il completamento del programma corrente e oltre
- Analisi preliminare sulla sostenibilità del debito.

Il referendum conteneva due possibili scelte: «I cittadini che rigettano la proposta delle tre istituzioni votino Non approvato/No» e «I cittadini che approvano la proposta delle tre istituzioni votino Approvato/Sì».

## Questioni giuridiche
Evangelos Venizelos del PASOK, come anche i partiti politici To Potami, KIDISO e Nuova Democrazia, hanno affermato che il referendum è incostituzionale in quanto la Costituzione non permette referendum su temi fiscali.
La Costituzione, tuttavia, prevede due procedure, una per "temi nazionali cruciali" (prima clausola) e un'altra per "Leggi approvate dal Parlamento regolanti importanti temi sociali, con l'eccezione di quelli fiscali" (seconda clausola) e il referendum si sarebbe tenuto in accordo con la prima clausola.
Il Consiglio di Stato greco, a seguito dei ricorsi di alcuni privati cittadini sulla costituzionalità del referendum, ha analizzato la questione e, due giorni prima del voto, ha respinto tali ricorsi stabilendo la piena legittimità della consultazione.

## La posizione del governo greco e dei partiti

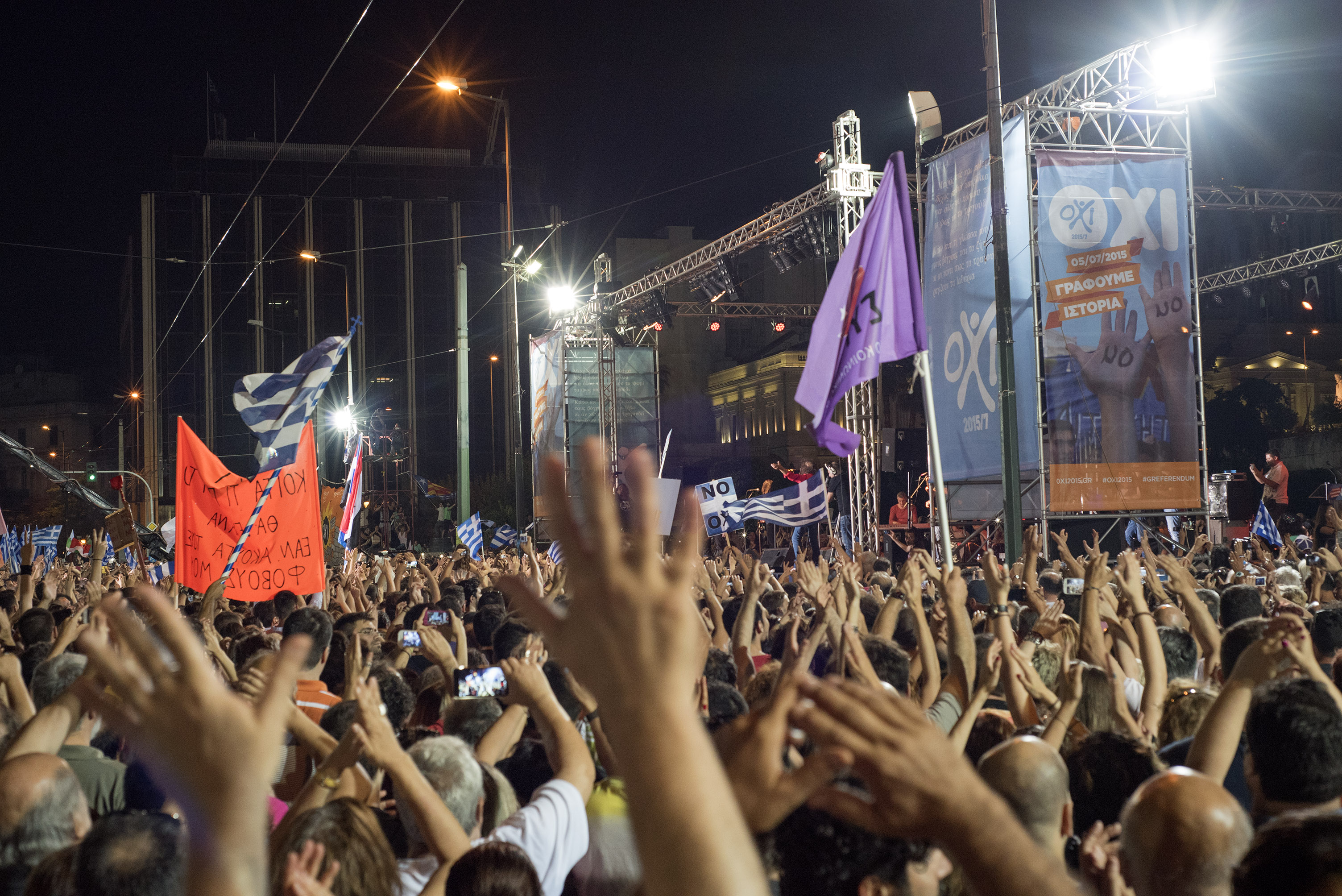
Manifestazione in favore del NO di fronte al parlamento greco, presso Piazza Syntagma, il 3 luglio 2015.

Nel suo discorso iniziale, Tsipras stesso insinuò, senza rendere la propria posizione chiara, che il popolo greco avrebbe dovuto votare «no». Immediatamente dopo, tutti gli altri ministri sostennero chiaramente il fronte del «no». Il partito ANEL, che è nella coalizione di governo, sostiene il voto «no». Il partito di estrema destra Alba Dorata ha anch'esso preso la parte del «no».
Il Partito Comunista di Grecia (KKE) era contro entrambe le proposte ed affermò che avrebbe provato a cambiare la domanda da proporre al referendum, in modo che il popolo avesse potuto votare non solo contro la proposta delle istituzioni, ma anche contro la proposta del governo greco.
Nel voto che si è svolto nelle prime ore del 28 giugno 2015 al Parlamento ellenico per decidere se indire o meno un referendum, 178 deputati hanno votato per l'indizione del referendum e 120 contro. I deputati di Alba Dorata si sono allineati con la coalizione di governo di Syriza e ANEL, e hanno quindi portato la quota dei «sì» a 178. Tutti gli altri partiti (Nuova Democrazia, KKE, To Potami, Pasok) si sono espressi contro il referendum e due deputati non hanno votato.

## Sondaggi prima del voto
Due sondaggi sono stati condotti poco prima dell'annuncio del referendum e la successiva rottura dei negoziati. Il primo sondaggio ha chiesto come la gente avrebbe votato se un accordo sul debito fosse stato sottoposto a referendum, mentre nel secondo è stato chiesto se la gente avrebbe sostenuto il raggiungimento di un accordo con le istituzioni creditrici. Entrambi hanno trovato un forte sostegno a favore di un eventuale accordo.
Il sondaggio ProRata del 28-30 giugno è stato svolto a cavallo della chiusura delle banche e presenta anche i risultati prima e dopo la chiusura.
| Data                              | Istituto/Fonte                                                   | Sì                | No              | Non so | +/-  | campione |      |     |     |       |
| --------------------------------- | ---------------------------------------------------------------- | ----------------- | --------------- | ------ | ---- | -------- | ---- | --- | --- | ----- |
| Data                              | Istituto/Fonte                                                   | 2 luglio–3 luglio | Metron Analysis | 46,0   | +/-  | campione | 47,0 | 7,0 | 1,0 | 3.612 |
| 1–3 luglio                        | GPO                                                              | 44,1              | 43,7            | 12,2   | 0,4  | 2.453    |      |     |     |       |
| 1–3 luglio                        | Alco                                                             | 41,7              | 41,1            | 17,2   | 0,6  | 1.400    |      |     |     |       |
| 30 giugno–3 luglio                | Ipsos                                                            | 44,0              | 43,0            | 13,0   | 1,0  | 1.001    |      |     |     |       |
| 2 luglio                          | Università della Macedonia                                       | 42,5              | 43,0            | 14,5   | 0,5  | 1.042    |      |     |     |       |
| 30 giugno–2 luglio                | Public Issue                                                     | 42,5              | 43,0            | 14,5   | 0,5  | 1.004    |      |     |     |       |
| 1º luglio                         | Università della Macedonia                                       | 44,0              | 45,0            | 11,0   | 1,0  |          |      |     |     |       |
| 30 giugno–1º luglio               | Metron Analysis Archiviato il 4 luglio 2015 in Internet Archive. | 44,0              | 47,0            | 9,0    | 3,0  |          |      |     |     |       |
| 30 giugno–1º luglio               | Alco                                                             | 44,8              | 43,4            | 11,8   | 1,4  | 1.000    |      |     |     |       |
| 30 giugno                         | GPO                                                              | 47,1              | 43,2            | 9,7    | 3,9  | 1.000    |      |     |     |       |
| 30 giugno                         | Università della Macedonia                                       | 40,5              | 44,0            | 15,5   | 3,5  |          |      |     |     |       |
| 29–30 giugno                      | ToThePoint Archiviato il 1º luglio 2015 in Archive.is.           | 37,0              | 40,2            | 22,8   | 3,2  | 1.071    |      |     |     |       |
| 29–30 giugno                      | Metron Analysis                                                  | 42,0              | 50,0            | 8,0    | 8,0  |          |      |     |     |       |
| 29 giugno                         | Università della Macedonia                                       | 37,5              | 47,0            | 15,5   | 9,5  |          |      |     |     |       |
| 28–30 giugno                      | ProRata Archiviato il 3 luglio 2015 in Internet Archive.         | 33,0              | 54,0            | 13,0   | 21,0 | 1.200    |      |     |     |       |
| Dopo la chiusura delle banche     | Dopo la chiusura delle banche                                    | 37,0              | 46,0            | 17,0   | 9,0  |          |      |     |     |       |
| Prima della chiusura delle banche | Prima della chiusura delle banche                                | 30,0              | 57,0            | 13,0   | 27,0 |          |      |     |     |       |
| 28–29 giugno                      | Metron Analysis                                                  | 37,0              | 53,0            | 10,0   | 16,0 |          |      |     |     |       |
| 28 giugno                         | Università della Macedonia                                       | 31,0              | 54,0            | 15,0   | 23,0 |          |      |     |     |       |
| 27 giugno                         | Università della Macedonia                                       | 26,5              | 52,0            | 21,5   | 25,5 |          |      |     |     |       |
| 24–26 giugno                      | Kapa Research                                                    | 47,2              | 33,0            | 19,8   | 14,2 |          |      |     |     |       |
| 24–26 giugno                      | Alco                                                             | 57,0              | 29,0            | 14,0   | 28,0 | 1.000    |      |     |     |       |

## Dichiarazioni prima del voto
Yanis Varoufakis in occasione della grave crisi prima del referendum sull'economia in Grecia del 2015, ha sostenuto in una intervista al quotidiano spagnolo El Mundo:
(Yanis Varoufakis)
 mentre il capo dell'esecutivo Alexīs Tsipras, in un comizio a favore del NO (ΟΧΙ), ha detto: 
(Alexīs Tsipras)

## Esito
|                      | totale    | percentuale (%) | percentuale (%)  |                  |
| -------------------- | --------- | --------------- | ---------------- | ---------------- |
| Elettori             | 9 858 508 |                 |                  |                  |
| Votanti              | 6 161 140 | 62,50 %         | (su n. elettori) | Quorum raggiunto |
| Schede bianche/nulle | 357 153   | 5,8 %           | (su n. votanti)  |                  |

|                      |    | Voti      | %       |
| -------------------- | -- | --------- | ------- |
| RISPOSTA AFFERMATIVA | Sì | 2 245 537 | 38,69%  |
| RISPOSTA NEGATIVA    | No | 3 558 450 | 61,31 % |
| Totale voti validi   |    | 5 803 987 | 100%    |

## Dichiarazioni dopo il voto
Il Ministero degli interni greco ha comunicato i dati definitivi con la vittoria dell'NO (OXI) con il 61,3% con 3.558.450 voti, mentre il fronte del SI ha ricevuto 2.245.537 voti con il 38,69; con una partecipazione al voto di 6.161.140 cittadini, pari al 62,5% degli aventi diritto.

Subito dopo i leader politici hanno fatto le prime dichiarazioni dopo il voto, tra questi Alexīs Tsipras:
(Alexīs Tsipras )
Il ministro delle Finanze greco Yanis Varoufakis ha annunciato le proprie dimissioni con una frase su twitter «Minister no more!», per favorire l'intesa del governo greco con la controparte europea; infatti, alcuni membri dell'Eurogruppo avrebbero, in precedenza, espresso il desiderio di non trattare con lo stesso Varoufakis.

Nel suo blog Varufakis ha dichiarato: 
(Yanis Varoufakis)
 e ancora:
(Yanis Varoufakis)

## Effetti
L'11 luglio Tsipras presenta ai creditori un programma alternativo che prevede: il ripristino del sistema di contrattazione collettiva nel mercato del lavoro, il mantenimento dello sconto del 30% per le isole (dove il trasporto delle merci ha costi superiori che in questo modo si tende ad ammortizzare), l'aumento della tassa sui beni di lusso, l'aumento della tassazione dal 26% al 28% (anziché al 29% come richiesto) dei profitti delle grandi imprese, un taglio delle spese militari di 200 milioni di euro (a fronte della richiesta da parte europea di un taglio di 400 milioni), una tassa al 30% sui giochi elettronici online, l'aumento dell'IVA sui cibi confezionati, l'aumento dell'età pensionabile come richiesto a 67 anni entro il 2022, il proseguimento di solo alcune privatizzazioni (le principali riguardanti il porto di Salonicco e l'aeroporto di Atene) respingendone altre (come quelle sui servizi pubblici riguardanti acqua ed energia elettrica), l'eliminazione dei benefici fiscali degli agricoltori e l'aumento dal 4% al 6% dei contributi per la sanità a carico dei lavoratori.
Il giorno successivo i creditori si esprimono negativamente e lo vincolano a scegliere tra il programma bocciato dal referendum e l'uscita della Grecia dall'Eurozona. Tsipras opta per la prima opzione e dopo l'approvazione in Parlamento del memorandum, l'ala radicale di Syriza, guidata da Panagiotis Lafazanis, abbandona il partito fondando Unità Popolare e schierandosi all'opposizione del governo. Abbandona Syriza anche l'ex ministro delle Finanze Gianīs Varoufakīs, che tuttavia non aderisce a nessun'altra formazione politica.
Fu proprio la sottoscrizione del memorandum a provocare la scissione dell'ala radicale di Syriza.
La sera del 20 agosto 2015, dopo aver perso la maggioranza parlamentare, Tsipras rassegna le dimissioni nelle mani del Presidente della Repubblica Prokopīs Paulopoulos immediatamente dopo l'annuncio, in diretta tv, del ricorso ad elezioni anticipate fissate per il 20 settembre 2015.

## Precedenti
Nell'ottobre del 2011 fu annunciata una proposta di referendum consultivo per accettare o meno le condizioni imposte dall'Unione europea, dal Fondo Monetario Internazionale e dalla Banca centrale europea di tagliare la metà del debito greco ai creditori privati. Tuttavia, come richiesto dal primo ministro greco George Papandreou, il successivo 3 novembre 2011 si decise di annullare il referendum, ma i partiti di opposizione hanno votato a favore del piano.